# You're the One: una historia de entonces
Pour plus de détails, voir Fiche technique et Distribution.
You're the One: una historia de entonces est un film espagnol réalisé par José Luis Garci, sorti en 2000.

## Fiche technique
- Titre : You're the One: una historia de entonces
- Réalisation : José Luis Garci
- Scénario : José Luis Garci et Horacio Valcárcel
- Décors : Gil Parrondo
- Photographie : Raúl Pérez Cubero
- Musique : Pablo Cervantes
- Pays d'origine : Espagne
- Genre : drame
- Durée : 111 minutes
- Date de sortie : 2000

## Distribution
- Lydia Bosch : Julia
- Julia Gutiérrez Caba : Tía Gala
- Juan Diego : Don Matías
- Ana Fernández : Pilara
- Manuel Lozano : Juanito
- Iñaki Miramón : Orfeo
- Fernando Guillén : Père de Julia
- José Luis Merino : Aldeano